# クリテンガ県
クリテンガ県(フランス語：Kouritenga)はブルキナファソの中東部地方の県。
2006年の人口は約33万人だった。

県都はクペラ。

## 行政区画

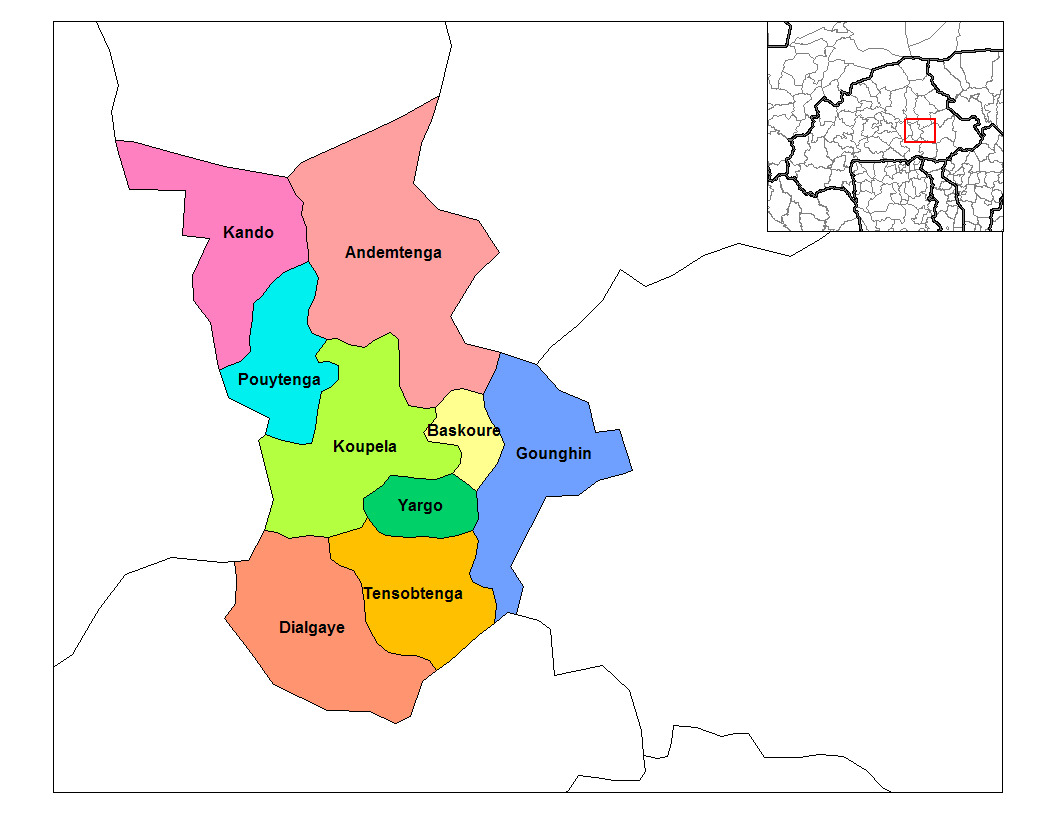
クリテンガ県の郡

| 郡               | 郡都           | 2006年の人口 |
| ---------------- | -------------- | ------------ |
| アンデムテンガ郡 | アンデムテンガ | 51,044       |
| カンド郡         | カンド         | 28,380       |
| クペラ郡         | クペラ         | 57,632       |
| ゴウンギン郡     | ゴウンギン     | 35,172       |
| ディアルゲイ郡   | ディアルゲイ   | 37,778       |
| テンソブテンガ郡 | テンソブテンガ | 20,719       |
| バスクレ郡       | バスクレ       | 12,792       |
| プイトンガ郡     | プイトンガ     | 72,217       |
| ヤーゴ郡         | ヤーゴ         | 14,608       |

## 地理
- 北：ナメテンガ県
- 北東：グナグナ県
- 東：グルマ県
- 南：ブルグ県
- 西：ガンズル県